# Groupe de Mathieu
Pour les articles homonymes, voir Mathieu.
En mathématiques, les groupes de Mathieu sont cinq groupes simples finis découverts par le mathématicien français Émile Mathieu. Ils sont habituellement perçus comme des groupes de permutations sur n points (où n peut prendre les valeurs 11, 12, 22, 23 ou 24) et sont nommés Mn.
Les groupes de Mathieu ont été les premiers groupes sporadiques découverts.
Les groupes M24 et M12 sont 5-transitifs, les groupes M23 et M11 sont 4-transitifs et M22 est 3-transitif. Cette transitivité est même stricte pour M11 et M12.
Il résulte de la classification des groupes simples finis que les seuls groupes de permutations 4-transitifs sont les groupes symétrique et alterné (de degré ≥ 4 et ≥ 6 respectivement) et les groupes de Mathieu M24, M23, M12 et M11.

## Ordres
| Groupe | Ordre       | Ordre factorisé  |
| ------ | ----------- | ---------------- |
| M24    | 244 823 040 | 210.33.5.7.11.23 |
| M23    | 10 200 960  | 27.32.5.7.11.23  |
| M22    | 443 520     | 27.32.5.7.11     |
| M12    | 95 040      | 26.33.5.11       |
| M11    | 7 920       | 24.32.5.11       |

## Constructions des groupes de Mathieu

### Groupe d'automorphismes des systèmes de Steiner
Il existe, à une équivalence près, un unique système de Steiner S(5,8,24). Le groupe M24 est le groupe d'automorphismes de ce système de Steiner, c’est-à-dire l'ensemble des permutations qui applique chaque bloc vers un certain autre bloc. Les sous-groupes M23 et M22 sont définis comme étant les stabilisateurs d'un point et de deux points respectivement.
De manière similaire, il existe, à une équivalence près, un unique système de Steiner S(5,6,12) et le groupe M12 est son groupe d'automorphismes. Le sous-groupe M11 est le stabilisateur d'un point.
Une autre construction de S(5,6,12) est le « chaton » de Curtis. Une autre encore utilise un groupoïde défini par John Conway en 1989,.

### Groupe d'automorphisme du code de Golay
Le groupe M24 peut aussi être vu comme le groupe d'automorphismes du code de Golay binaire W, i.e., le groupe des permutations de coordonnées appliquant W vers lui-même. Nous pouvons aussi le regarder comme l'intersection de S24 et Stab(W) dans Aut(V). Les mots code correspondent de manière naturelle aux sous-ensembles d'un ensemble de 24 objets. Ces sous-ensembles correspondant aux mots code à 8 ou 12 coordonnées égales à 1 sont appelés octades ou dodécades respectivement. Les octades sont des blocs d'un système de Steiner S(5,8,24).
Les sous-groupes simples M23, M22, M12 et M11 peuvent être définis comme des sous-groupes de M24, stabilisateurs respectivement de coordonnée unique, une paire ordonnée de coordonnées, une paire de dodécades complémentaires et une paire de dodécade avec une coordonnée seule.
Le groupe M12 est d'indice 2 dans son groupe d'automorphismes. En tant que sous-groupe de M24, on obtient une action de M12 sur la deuxième dodécade en comme l'image de son action sur la première dodécade par  un automorphismes extérieur. Quant à M11, c'est un sous-groupe de M23 mais pas de M22. Cette représentation de M11 possède des orbites de 11 et 12. Le groupe d'automorphismes de M12 est un sous-groupe maximal de M24 d'indice 1 288.
Il existe une connexion très naturelle entre les groupes de Mathieu et les groupes de Conway plus grands parce que le code binaire de Golay et le réseau de Leech se trouvent tous deux dans des espaces à 24 dimensions. Les groupes de Conway se retrouvent à leur tour dans le groupe Monstre. Robert Griess fait référence aux 20 groupes sporadiques trouvés dans le Monstre comme la famille heureuse et aux groupes de Mathieu comme la première génération.

### Groupe d'automorphismes de graphes
Le groupe M23 peut être vu comme le groupe d'automorphismes du graphe tronqué de Witt, un graphe 15-régulier possédant 506 sommets et 3 795 arêtes.